# Bejbyt Nugymanow
Bejbyt Nugymanow (ur. 29 czerwca 1985) – kazachski zapaśnik w stylu klasycznym. Zajął 30. miejsce na mistrzostwach świata w 2006. Brązowy medal na mistrzostwach Azji w 2006 i 2011. Brązowy medalista akademickich MŚ w 2008 roku.